# Дебора Форте
Дебора Форте (англ. Deborah Forte) — американський продюсер художніх фільмів та телевізійних серіалів. Була задіяна у створені анімаційних серіалів «Кліффорд — Великий червоний собака», «Чарівний шкільний автобус», «Goosebumps», «WordGirl», «Мая та Мігель», «Я шпигун», «Астробласт!», телесеріалу «Сестринський клуб», художніх фільмів «Золотий компас», «Смертні машини» тощо. Працює на компанію «Scholastic Corporation».